# Frente Patriótica Nacional Independente da Libéria

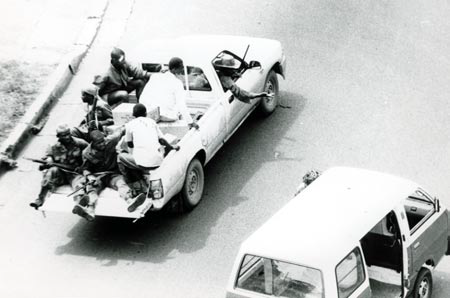
Tropas da INPLF em Monróvia após a captura da cidade em 1990.

Frente Patriótica Nacional Independente da Libéria (em inglês:  Independent National Patriotic Front of Liberia, INPFL) foi um grupo rebelde que participou na Primeira Guerra Civil da Libéria sob a liderança de Prince Johnson. Foi uma facção dissidente da Frente Patriótica Nacional da Libéria (FNPL).
A Frente Patriótica Nacional Independente da Libéria foi formada por Prince Johnson após uma disputa de liderança com o líder do FNPL, Charles McArthur Ghankay Taylor, por sua autoridade como autoproclamado chefe do Assembleia Nacional de Reconstrução Patriótica do Governo, um governo alternativo baseado na cidade de Gbarnga, no condado de Bong.
Inicialmente estimado em menos de 500 soldados, o grupo foi uma força significativa nos primeiros estágios da guerra. Controlou vários pontos estratégicos na capital Monróvia e facilitou o destacamento das forças do grupo de monitorização do cessar-fogo da Comunidade Económica dos Estados da África Ocidental (ECOWAS), conhecido como ECOMOG.
Foi a Frente Patriótica Nacional Independente da Libéria que capturou e assassinou o Presidente Samuel Doe em setembro de 1990.
A facção desintegrou-se na sequência de disputas internas sobre o seu nível de cooperação com o governo interino, a ECOMOG e a FNPL. Em 1991, seu papel no conflito declinou substancialmente e a facção formalmente debandou no final de 1992.